# 2-Amino-5-nitrothiazol
2-Amino-5-nitrothiazol ist eine chemische Verbindung aus der Gruppe der Thiazole.

## Gewinnung und Darstellung
Die bekannten Verfahren zur Herstellung von 2-Amino-5-nitrothiazol beinhalten zunächst die Synthese von 2-Aminothiazol. Beispielsweise erhält man durch Halogenierung von Vinylacetat ein 1,2-Dihalogenethylacetat, das mit Thioharnstoff zu 2-Aminothiazol reagiert. Das 2-Aminothiazol wird dann mit einem Gemisch aus Salpeter- und Schwefelsäure zu 2-Nitraminothiazol umgesetzt, das sich beim Erhitzen zu 2-Amino-5-nitrothiazol umlagert. Alternativ kann die Verbindung durch Nitrierung von Acetamidothiazol und anschließender Deacetylierung synthetisiert werden.
Bei einem neueren Verfahren wird ein N,N-Dialkyl-2-nitroethenamin halogeniert und das Zwischenprodukt mit Thioharnstoff zu 2-Amino-5-nitrothiazol umgesetzt.

## Eigenschaften
2-Amino-5-nitrothiazol ist ein gelber geruchloser Feststoff, der wenig löslich in Wasser ist. Die Verbindung ist thermisch instabil. Eine DSC-Messung zeigt ab 126 °C eine exotherme Zersetzung mit einer Wärmetönung von −653 J·g−1 bzw. −94,8 kJ·mol−1.

## Verwendung
In der Veterinärmedizin wurde 2-Amino-5-nitrothiazol als Antiprotozoikum zur Vorbeugung und Behandlung von Parasitenbefall bei Geflügel eingesetzt. Die Zulassung als Beimischung im Putenfutter wurde 1980 von der FDA zurückgenommen. Die Verbindung wird als Zwischenprodukt bei der Synthese von antiprotozoischen Wirkstoffen verwendet.
2-Amino-5-nitrothiazol wird als Diazokomponente bei der Synthese von Monoazodispersionsfarbstoffen wie beispielsweise Disperse Blue 102 verwendet.